# 크리스티나 로사토

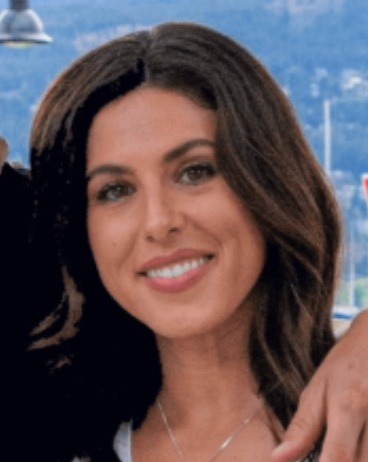

크리스티나 로사토(Cristina Rosato, 1983년 1월 6일 ~ )는 캐나다의 배우이다.
몬트리올에서 태어났다.

## 영화
- 마피아 Inc (2019년) - 비키 디 렌지 역
- 마더! (2017년) - 수녀 역
- 마담 헐리우드 (2016년)
- 나쁜 산타 2 (2016년)
- 컨덕트 언비커밍 (2011년)
- Son of Morning (2011) - 마리아 산체즈 역
- Territories (2010) - 미쉘 역
- 더 커팅 엣지: 파이어 앤 아이스 (2010년)